# Lucia da Caltagirone
Lucia da Caltagirone (Caltagirone, metà del XIV secolo – Salerno, 1400) è stata una religiosa italiana del terz'ordine francescano. È venerata come beata dalla Chiesa cattolica.

## Biografia
Dopo l'infanzia trascorsa nella città natale, Lucia si trasferì a Salerno all'età di 13 anni ed entrò in convento fra le terziarie regolari francescane: sembra trattarsi del convento di San Francesco presso la chiesa di San Nicola. Qui divenne un punto di riferimento spirituale per fedeli e persone bisognose di aiuto. Condusse una vita di penitenza con particolare devozione verso le cinque piaghe di Cristo. Fu inoltre fortemente impegnata nell'istruzione delle novizie. Dopo la sua morte il corpo fu traslato nel monastero benedettino di Santa Maria Maddalena in Salerno e successivamente nella Cattedrale di Salerno, dove si trova tuttora nella cappella delle reliquie.

## Culto
Alla sua intercessione vennero attribuiti numerosi miracoli e il suo culto, inizialmente approvato da papa Callisto III, venne successivamente confermato da papa Leone X. La Chiesa cattolica la ricorda il 26 settembre come recita il Martirologio Romano:
Le notizie sulla sua vita provengono da cronache piuttosto tarde, come gli Annales Minorum di Luca Wadding (1588-1657).
Il suo culto è molto diffuso nella città natale, dove sono presenti numerose sue effigi.